# Vu de l'extérieur
"Vu de l'extérieur" (Visto desde el exterior) es el décimo álbum del cantante francés Serge Gainsbourg, y fue lanzado en noviembre de 1973, bajo el alero del sello Philips.

## Antecedentes
En 1973, Serge Gainsbourg tenía 45 años cuando grabó este nuevo álbum, dos años después del álbum conceptual Histoire de Melody Nelson. Pero a la hora de prepararse para la grabación del álbum, sufrió un ataque al corazón. Después de su convalecencia, continúa escribiendo, una canción que acababa de empezar a escribir antes de su ataque al corazón, que se convertirá en uno de sus éxitos y uno de sus clásicos: Je suis venu te dire que je m'en vais (Vine a decirte que me voy). 

## Portada
Las fotografías de la cubierta exterior de Vu fueron hechas por Jean d'Hugues. La parte delantera y trasera muestran fotos de Serge Gainsbourg rodeadas de monos. En la edición de 33 rpm, hay una foto dentro del bolsillo de Gainsbourg, poniendo sus manos en sus caderas, vistiendo jeans, una chaqueta y una camisa.

## Recepción
El álbum es bien recibido por la prensa musical, aun cuando vendió solo 20000 copias en Francia, tras su estreno.

Todas las canciones escritas y compuestas por Serge Gainsbourg. 
| Vu de l'exterieur |                                           |          |  |
| N.º               | Título                                    | Duración |  |
| 1.                | «"Je suis venu te dire que je m'en vais"» | 3:23     |  |
| 2.                | «Vu de l'exterieur»                       | 3:20     |  |
| 3.                | «"Panpan cucul"»                          | 2:41     |  |
| 4.                | «"Par hasard et pas rasé"»                | 2:28     |  |
| 5.                | «"Des vents des pets des poums"»          | 2:54     |  |
| 6.                | «"Titicaca"»                              | 2:57     |  |
| 7.                | «"Pamela Popo"»                           | 2:24     |  |
| 8.                | «"La poupée qui fait"»                    | 3:01     |  |
| 9.                | «"L'Hippopodame"»                         | 1:45     |  |
| 10.               | «"Sensuelle et sans suite"»               | 3:01 ... |  |
| 28:29             |                                           |          |  |

## Personal
Serge Gainsbourg - arreglos
Alan Parker - guitarra acústica
Judd Proctor - guitarra acústica
Brian Odgers - bajo
David Richmond - bajo
Dougie Wright - tambores
Alan Parker - guitarra solista
Alan Hawkshaw - teclados, piano eléctrico, órgano
Chris Karan - percusión